# Amtsbezirk Ischl
Der Amtsbezirk Ischl  war eine Verwaltungseinheit im Hausruckkreis in Oberösterreich.
Der Amtsbezirk war der Kreisbehörde in Wels unterstellt und besorgte deren Amtsgeschäfte vor Ort. Die Zuständigkeit erstreckte sich neben Ischl auf die damaligen Gemeinden Ebensee, Goisern, Gosau und Hallstatt und umfasste damals vier Märkte und 73 Dörfer.